# Scottish Professional Football League
La Scottish Professional Football League (SPFL) (En Español: Liga Escocesa de Fútbol Profesional) es como se conoce a la agrupación de las 4 primeras ligas del sistema del fútbol escocés y que organiza la Asociación Escocesa de Fútbol. La SPFL se formó en junio de 2013 tras la fusión de la Scottish Premier League (SPL) y la Scottish Football League (SFL).

## Historia
La SPFL nace en el año 2013 con la reestructuración del fútbol escocés. Una transformación que daba su primer paso con esta fusión de la Scottish Premier League (SPL) y la Scottish Football League (SFL).

## Estructura
La SPFL está formada por 42 equipos divididos en 4 categorías, 12 en Premiership y 10 en cada una de las otras tres categorías: Championship, League One y League Two. En todas se juegan 3 vueltas, y una cuarta en la que se divide la liga en 2 grupos (Ascenso/Descenso) y se disputa una única vuelta manteniendo los puntos previos ganados en la primera fase. 
Los Descensos entre las 4 categorías se deciden mediante un playoff, de tal modo que un equipo desciende directamente, y el penúltimo clasificado disputa un playoff de ascenso para luchar por mantener categoría con el 2º,3º y 4º de la división inferior, tras las semifinales y la final, el equipo campeón del playoff formará parte de la liga superior la temporada siguiente. Además el último clasificado de la League Two disputará un playoff para luchar por mantener la categoría contra el ganador de una semifinal que se disputa entre los campeones de la Highland Football League y la Lowland Football League.
1. Scottish Premiership
  - 12 Equipos 38 Jornadas
  - ↓ 1 Descenso + 1 Playoff Descenso
2. Scottish Championship
  - 10 Equipos 36 Partidos
  - ↑ 1 Ascenso + 3 Playoff Ascenso
  - ↓ 1 Descenso + 1 Playoff Descenso
3. Scottish League One
  - 10 Equipos 36 Partidos
  - ↑ 1 Ascenso + 3 Playoff Ascenso
  - ↓ 1 Descenso + 1 Playoff Descenso
4. Scottish League Two
  - 10 Equipos 36 Partidos
  - ↑ 1 Ascenso + 3 Playoff Ascenso
  - ↓ 1 Playoff Descenso